# Reino de Côssala
Côssala, Cosala ou Kosala (em sânscrito: कोशल) foi um reino ariano indiano centrado no que é atualmente região de Awadh, no estado indiano. No século VI a.C., Côssala formava um dos poderosos reinos da Índia denominados mahajanapadas na tradição budista. O seu poderio cultural e político lhe conferiu o estatuto de grande potência. O reino foi enfraquecido por uma série de guerras com o reino vizinho de Mágada, que c. 500 a.C. acabou por anexar Côssala definitivamente.